# Alice's Mysterious Mystery
Alice's Mysterious Mystery é um curta-metragem de animação estadunidense de 1926, lançado como parte da série Alice Comedies.